# پپه سرنا
پپه سرنا (به انگلیسی: Pepe Serna) (زاده ۲۳ ژوئیه ۱۹۴۴) بازیگر آمریکایی است.
از فیلم‌های معروف او می‌توان به بازی در فیلم سپیده‌دم سرخ، سیلورادو و برج مرگبار اشاره کرد.